# Morendo
Morendo is een Italiaanse muziekterm die aangeeft hoe een passage in een muziekstuk uitgevoerd dient te worden. De term wordt in het Nederlands vertaald als wegstervend. Dit komt erop neer dat, wanneer deze aanwijzing gegeven wordt, de dynamiek geleidelijk af moet nemen tot op de grens van onhoorbaarheid (een dynamiek tussen pianissimo possibile en niente). Hoe snel dit moet gebeuren hangt af van de aard van het stuk, de interpretatie van de musici (of dirigent) en eventueel toegevoegde aanwijzingen, zoals molto (veel). De aanwijzing komt relatief vaak voor aan het einde van een stuk, ook bij popmuziek (waar dit vaak door middel van fade-out gerealiseerd wordt). Een verwante term is smorzando.
Andere termen met als betekenis wegstervend, zijn mancando, espirando en perdendosi.